# كريستيان نويل
كريستيان نويل (بالفرنسية: Christian Noël)‏ هو مبارز بالسيف فرنسي، ولد في 13 مارس 1945 في أجان في فرنسا.

## وصلات خارجية
- كريستيان نويل على موقع أوليمبيديا (الإنجليزية)